# Jeyson Rojas
Jeyson Alejandro Rojas Orellana (n. Talca, Chile, 23 de enero de 2002) es un futbolista profesional chileno. Juega de central o lateral derecho en Deportes La Serena de la Primera División de Chile.

## Selección nacional

### Selección absoluta
El 4 de diciembre de 2021, fue convocado por Martín Lasarte, director técnico de la selección chilena adulta, para disputar partidos amistosos frente a México y el Salvador.
El 30 de mayo de 2022, fue convocado por el director técnico Eduardo Berizzo, para afrontar el partido amistoso ante Selección de Corea del Sur y la Copa Kirin a llevarse a cabo en junio de 2022.

### Partidos internacionales
Actualizado hasta el 12 de diciembre de 2021.
| Partidos internacionales | Partidos internacionales | Partidos internacionales                                | Partidos internacionales | Partidos internacionales | Partidos internacionales | Partidos internacionales | Partidos internacionales | Partidos internacionales | Partidos internacionales |
| N.º                      | Fecha                    | Estadio                                                 | Local                    | Resultado                | Visitante                | Goles                    | Asistencias              | DT                       | Competición              |
| ------------------------ | ------------------------ | ------------------------------------------------------- | ------------------------ | ------------------------ | ------------------------ | ------------------------ | ------------------------ | ------------------------ | ------------------------ |
| 1                        | 9 de diciembre de 2021   | Q2 Stadium, Austin, Estados Unidos                      | México                   | 2-2                      | Chile                    |                          |                          | Martín Lasarte           | Amistoso                 |
| 2                        | 22 de diciembre de 2021  | Banc of California Stadium, Los Ángeles, Estados Unidos | El Salvador              | 0-1                      | Chile                    |                          |                          | Martín Lasarte           | Amistoso                 |
| 3                        | 6 de junio de 2022       | Estadio Mundialista de Daejeon, Daejeon, Corea del Sur  | Corea del Sur            | 2-0                      | Chile                    |                          |                          | Eduardo Berizzo          | Amistoso                 |
| 4                        | 10 de junio de 2022      | Estadio Noevir Kobe, Kōbe, Japón                        | Chile                    | 0-2                      | Túnez                    |                          |                          | Eduardo Berizzo          | Copa Kirin 2022          |
| Total                    | Total                    | Total                                                   | Presencias               | 4                        | Goles                    | 0                        | 0                        |                          |                          |

| Selección chilena | Selección chilena | Selección chilena |
| Año               | Partidos          | Goles             |
| ----------------- | ----------------- | ----------------- |
| 2021              | 2                 | 0                 |
| 2022              | 2                 | 0                 |
| Total             | 4                 | 0                 |

## Estadísticas

### Clubes
| Club              | Div.          | Temporada     | Liga  | Liga  | Liga   | Copas nacionales | Copas nacionales | Copas nacionales | Torneos internacionales | Torneos internacionales | Torneos internacionales | Total | Total | Total  |
| Club              | Div.          | Temporada     | Part. | Goles | Asist. | Part.            | Goles            | Asist.           | Part.                   | Goles                   | Asist.                  | Part. | Goles | Asist. |
| ----------------- | ------------- | ------------- | ----- | ----- | ------ | ---------------- | ---------------- | ---------------- | ----------------------- | ----------------------- | ----------------------- | ----- | ----- | ------ |
| Colo-Colo · Chile | 1.ª           | 2020          | 14    | 0     | 0      | 1                | 0                | 0                | —                       | —                       | —                       | 15    | 0     | 0      |
| Colo-Colo · Chile | 1.ª           | 2021          | 18    | 0     | 0      | 2                | 0                | 0                | —                       | —                       | —                       | 20    | 0     | 0      |
| Colo-Colo · Chile | 1.ª           | 2022          | 6     | 0     | 0      | 0                | 0                | 0                | —                       | —                       | —                       | 6     | 0     | 0      |
| Colo-Colo · Chile | 1.ª           | 2023          | 0     | 0     | 0      | 0                | 0                | 0                | —                       | —                       | —                       | 0     | 0     | 0      |
| Colo-Colo · Chile | 1.ª           | 2024          | 0     | 0     | 0      | 0                | 0                | 0                | —                       | —                       | —                       | 0     | 0     | 0      |
| Colo-Colo · Chile | Total club    | Total club    | 38    | 0     | 0      | 3                | 0                | 0                | 0                       | 0                       | 0                       | 41    | 0     | 0      |
| Total carrera     | Total carrera | Total carrera | 38    | 0     | 0      | 3                | 0                | 0                | 0                       | 0                       | 0                       | 41    | 0     | 0      |
| 1. 2.             |               |               |       |       |        |                  |                  |                  |                         |                         |                         |       |       |        |

## Palmarés

### Campeonatos nacionales
| Título             | Equipo             | País  | Año  |
| ------------------ | ------------------ | ----- | ---- |
| Copa Chile         | C. S. D. Colo-Colo | Chile | 2021 |
| Supercopa de Chile | C. S. D. Colo-Colo | Chile | 2022 |
| Primera División   | C. S. D. Colo-Colo | Chile | 2022 |